# Pegomya cognata
Pegomya cognata är en tvåvingeart som beskrevs av Stein 1920. Pegomya cognata ingår i släktet Pegomya och familjen blomsterflugor. Inga underarter finns listade i Catalogue of Life.